# Er Was Eens
Er Was Eens is een landelijke, jaarlijkse verhalenwedstrijd voor leerlingen van het vmbo, mbo en hbo. Deelnemers schrijven individueel of klassikaal een verhaal na een aantal lessen op school en een gastles van een auteur. De winnaar wordt door een jury bepaald.

## De eerste edities in 2013 en 2014
De eerste editie van Er Was Eens ging in december 2012 van start en was gericht op vmbo-leerlingen van 13 en 14 jaar in de regio Rotterdam. In totaal 545 leerlingen namen deel, verbonden aan zeven Rotterdamse vmbo's. De winnaar werd bekendgemaakt op een slotevenement in Theater Zuidplein in Rotterdam in juni 2013.
In januari 2014 ging de tweede editie van start, opnieuw voor de tweede klas van het vmbo. Naast leerlingen uit Rotterdam namen leerlingen uit Amsterdam, Maasland en Zwijndrecht mee. Op 28 mei 2014 werd het winnende project bekendgemaakt tijdens de finale in Theater Zuidplein.

## Edities sinds 2016
Sinds 2016 zijn er, naast het vmbo, ook landelijke edities voor mbo en hbo (pabo en tweedegraads leraren in opleiding).
De deelnemende leerlingen lezen een boek en krijgen een gastles van een auteur, waarna ze alleen of in groepsverband een verhaal schrijven. Deze verhalen worden samengebracht in een verhalenbundel. De gastlessen worden gegeven door auteurs als Caja Cazemier, Natasza Tardio, Buddy Tegenbosch, Mel Wallis de Vries en Margje Woodrow. De winnaars worden bekendgemaakt op feestelijke afsluitingen op de deelnemende scholen.
In 2017 werd in samenwerking met Bibliotheek Rotterdam en stadsdichter van Rotterdam Derek Otte voor de eerste maal Er Zal Eens georganiseerd: een afsplitsing van Er Was Eens waarbij vmbo- en mbo-leerlingen uit Rotterdam verhalen schrijven over hun dromen voor Rotterdam.